# Kobudō
Kobudō (古武道?   lit. «el arte marcial ancestral») es un término japonés se refiere a un arte marcial originario de las islas Ryūkyū, que estudia el uso de las armas tradicionales de madera o metal. 

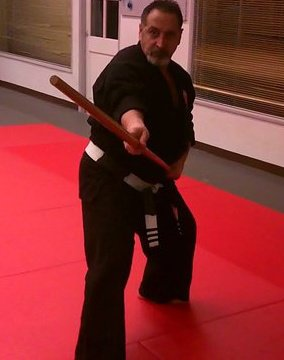
Kobudō

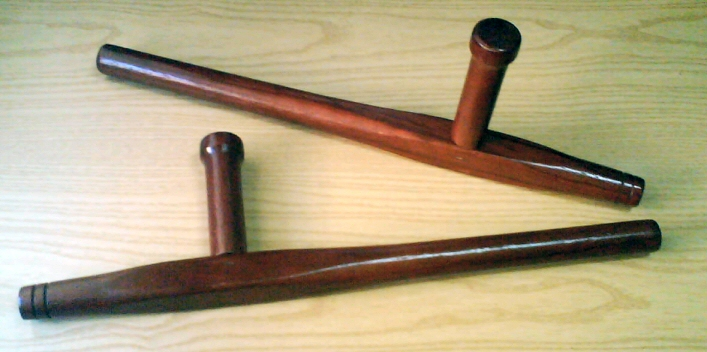
Tonfas, armas características del kobudō de Okinawa.

Anteriormente se le conocía como Ryūkyū Kobujutsu (琉球古武術?   lit. «técnica marcial ancestral de Ryūkyū») aunque ahora el término utilizado es kobudō (ko de viejo o antiguo, bu de arma o guerrero y dō sendero o camino espiritual) (El camino antiguo de las armas o del guerrero).
En Japón, el término de "kobudo" se utiliza para referirse a cualquier arte marcial tradicional (por ejemplo, la escuela de esgrima Tenshin Shōden Katori Shintō-ryū donde se entrenan varias armas tradicionales y clásicas provenientes del legado samurái), pero fuera de Japón generalmente se refiere al uso de diferentes armas tradicionales provenientes de la isla de Okinawa; siendo el kobudo, el arte marcial practicado junto con el karate antiguo (tote o "mano china", llamado también mano de Okinawa, ti, tode, o tuidi) en sus tres principales variantes (Shuri Te, Tomari-te y Naha-Te, de las cuales se derivan los principales estilos de Karate hoy conocidos). En algunas escuelas de algunos estilos de Karate, el Kobudo sigue incluido en el programa de entrenamiento, aunque por lo general hoy en día se enseña el karate y el kobudo por separado.

## Kobudō de Okinawa

### Historia
La guerra civil de Japón en 1609 recompensó políticamente al perdedor dando la conquista de Okinawa y el control sobre la dinastía okinawense Sho al clan samurái Satsuma, quienes invadieron finalmente la isla mediante el uso de batallones equipados con armas de fuego compradas a los portugueses. Este acontecimiento marcó una fecha de singular importancia para la isla de Okinawa, dado que señala el fin de la isla como estado independiente y el comienzo del control absoluto de las fuerzas del clan japonés Satsuma sobre la familia real Shimazu, y de todas las islas Ryukyu.
El líder del clan Satsuma, Yoshihisa Shimazu, proclamó numerosas nuevas disposiciones para los habitantes de las islas, entre ellas la prohibición absoluta de posesión y uso de toda clase de armas. El único poder que toleró fue una autoridad policial y un destacamento de guardias y guardaespaldas formado por los guerreros nobles o Pechin, al servicio del depuesto rey Sho tai. (Aunque ya antes otros reyes de Okinawa habían emitido leyes contra el porte de armas, pero menos estrictas, debido a que la isla era considerada un puerto libre, donde confluían gentes de nacionalidad variada: chinos, coreanos, japoneses, filipinos, y hasta estadounidenses balleneros). Los habitantes de Okinawa, por lo menos los pertenecientes al pueblo llano, no podían tener consigo o en sus hogares ningún utensilio que pudiera ser utilizado como arma. En la plaza principal de cada villa se colocaba un cuchillo que se suponía que era el único existente y que estaba bien guardado por centinelas. El citado cuchillo debía cubrir todas las necesidades domésticas de la comunidad. Los nobles o 'pechin', con conocimientos de las artes marciales chinas y el kenjutsu o esgrima japonesa, y los aldeanos de Okinawa, movidos por el odio a los samurái invasores, desarrollaron armas para resistir a los invasores basándose en los simples instrumentos de la vida cotidiana, como las herramientas agrícolas y de pesca.
Hasta principios del siglo XX el kobudo no era considerado en la isla un arte marcial organizado, haciendo parte de la práctica del arte marcial del karate. Cada instrumento o herramienta se practicaba en secreto por diferentes familias y en diversas villas; algunos eran expertos en el bō (bastón largo), otros en el eku (remo), en el kama (hoz), o con el  timbei (escudo de caparazón de tortuga) y el Rochin (machete), entre otras. Cada familia y/o aldea guardaba celosamente sus técnicas codificadas en determinadas formas o kata. Con el tiempo algunos nobles o Pechin y maestros de armas (Bushi) tomaron la iniciativa de sistematizar y agrupar todos los conocimientos de las armas de Okinawa de forma metódica y organizada. 

### Los estilos principales del Kobudo
Ya en el siglo XX el maestro Shinken Taira, viajó por toda Okinawa y sus islas, compilando y sistematizando las diferentes formas y practica en lo que se llegaría a llamar el estilo de Ryukyu Kobudo. 
Al mismo tiempo, el maestro Shinko Matayoshi del estilo Shorin Ryu de karate se interesó por el arte de las armas tradicionales, conocido hasta entonces como kobujutsu. Como inspector minero tuvo la ocasión de visitar las ciudades chinas de Shanghái, Annan, Manchuria y Sakkalin, y de estudiar así las artes marciales chinas y el manejo de numerosas armas tradicionales, incluso algunas desconocidas en Okinawa. Por esa misma razón desarrolló su propio estudio del kobujutsu. Contrariamente a su maestro Moden Yabiku, no enseñó su arte al público, sino que lo transmitió sólo a su hijo, Shinpo Matayoshi, quien más adelante divulgó el estilo familiar. En Okinawa, Shinpo era bastante conocido y respetado como experto del kobujutsu, siendo su arma preferida el kama (hoces cortas), por lo que se le conocía también por el apodo de «kama no tee» (Matayoshi, experto en kama).
Actualmente existen numerosas organizaciones de kobudo en Okinawa y la mayoría son sólo ramas y variantes de las dos escuelas principales siendo una el Ryukyu Kobudo fundado por el maestro Shinken Taira, y el Matayoshi kobudo divulgado por la Zen Okinawa Kobudō Renmei (Federación de kobudo de todo Okinawa) y la otra es la Ryukyu Kobujutsu Kenkyu Kai, creada por Modem Yabiku. Asimismo está el estilo de yammani ryu kobudo, que inició como un estilo de Bo-jutsu pero que evolucionó hacia el manejo de otras armas tradicionales.

### Las armas del Kobudo
Fuera de Japón el término kobudo se utiliza generalmente para referirse al kobudo de Okinawa. Este arte marcial se centra en el uso de diversas armas tradicionales, entre las que destacan el rokushakubō (vara de unos 183 cm, conocida comúnmente como «bō»), el sai (arma) (daga corta sin filo), la tonfa (porra con mango), el kama (hoz japonesa), y el nunchaku (bastón de madera constituido por dos secciones de aproximadamente 30 cm unidas por una cuerda o cadena). Otras armas de Okinawa menos conocidas son el tekko (puño de hierro o nudillos de acero), el tinbei y el rochin  (el escudo de caparazón de tortuga o de mimbre, y la lanza corta, o machete), suruchin (cadena, o cuerda con pesos de piedra), jō (bastón medio largo o del caminante, de aprox. 1,3 m de longitud), Hanbō (bastón medio de aprox. 90 cm), Tambō (bastón corto de aprox. 3 dm), el eku (remo tradicional, de aprox. 1,6 m), el sansetsukon (similar al nunchaku pero de 3 secciones de aprox. 6 dm cada una), el kuwa (azadón), el nunti (sai con una de las guardas hacia abajo) o el nunti bo (bo con un nunti en uno de los extremos). Sin embargo, es importante notar, que en occidente está extendida la idea errónea de que el kobudo se reduce solo a unas pocas armas, siendo de estas las más conocidas: el bō, el sai, la tonfa, los nunchaku y las kama.

### El kobudo hoy
Asimismo, es importante notar que además de los dojos dedicados exclusivamente a la divulgación del arte de estas armas, existen varios dojos donde se instruye en el arte marcial sin armas del karate en sus varios estilos (Shorin Ryu, Gōjū Ryū, Uechi Ryū, Isshin-ryū, Shitō-ryū, Kyokushinkai, Shotokan, etc) tanto okinawenses como japoneses, que incluyen clases orientadas al uso de las armas tradicionales, como complemento a la práctica marcial y/o como parte de su currículo y sistema de grados.
Independientemente del estilo practicado, el kobudo sufre actualmente de una diferenciación entre dos tipos de práctica de un modo similar a lo que sucede en el karate moderno, donde hay una práctica que corresponde a la vertiente deportiva (en la que el objetivo es la mejora física del practicante, y la optimización del rendimiento basado en unos estándares de estética, velocidad, precisión y fuerza que pueden ser evaluados en competiciones bajo criterios homologados de puntuación) y otra minoritaria que corresponde a la vertiente tradicional, donde se interpreta el uso de las armas y se realiza combate en parejas, profundizando en el arte marcial, donde cada elemento técnico busca tener una aplicación real y eficaz de autodefensa ante una posible confrontación o agresión real.   
La Finalidad del Do de las Artes Marciales tradicionales, es decir la Meta de su Camino, sin embargo, es puramente el Conocimiento del Espíritu, el Espacio, el Universo infinito, el Ki, el Tao, el Dao, el Do, ya que la Muerte es inevitable.